# Hattenhofen, Fürstenfeldbruck
Hattenhofen là một đô thị in the huyện Fürstenfeldbruck trong bang Bayern nước Đức. Đô thị Hattenhofen, Fürstenfeldbruck có diện tích 7,17 km², dân số thời điểm 31 tháng 12 năm 2006 là 1394 người.